# Hermann Beyer (Schriftsteller)
Karl Hermann Beyer (* 4. Januar 1850 in Tharandt; † 20. Februar 1929 in Dresden) war ein deutscher Schriftsteller.

## Leben und Wirken
Er war der Sohn eines Postillons. Nach dem Besuch der Volksschule in Tharandt bildete er sich autodidaktisch weiter, so dass er später nationalökonomische Vorlesungen an der Bergakademie in Freiberg hören konnte. Aus dem sächsischen Militärdienst trat er später in den Eisenbahndienst über. Hier wurde er Hilfsarbeiter bei der Hauptverwaltung der Königlich Sächsischen Staatseisenbahn in Dresden. Später wurde er Betriebssekretär und ging als Eisenbahnobersekretär in Rente.
In die Literatur führte ihn u. a. Friedrich Bodenstedt, Geibel, Kürschner und Ernst Eckstein ein. Sie bewirkten die Aufnahme seiner ersten schriftstellerischen Arbeiten. Er war u. a. als Mitarbeiter bei den Fliegenden Blättern und der Dresdener Presse tätig.

## Schriften (Auswahl)
- Ernste, heitere Gedichte und lyrische Gedichte in Ueber Land und Meer, Deutsche Dichterhalle, Neues Blatt ab 1875.
- Dichterstimmen aus der Gegenwart.
- Der Fremdenführer.
- Dresdner Lebensbilder.
- Gefangene des Königsteins.